# Lijst van presentatoren van de AVRO
Dit is een lijst van presentatoren en presentatrices die bij de AVRO werken of gewerkt hebben.

## A
- Achmed Akkabi
- Willeke Alberti
- Willy Alberti

## B
- Nand Baert
- Sonja Barend
- Freek Bartels
- Tijl Beckand
- Barbara van Beukering
- Jan Blaaser
- Burny Bos
- Carlo Boszhard
- Sipke Jan Bousema
- Mies Bouwman
- Joop Braakhekke
- Liesbeth Brandt Corstius
- Ria Bremer
- Jos Brink
- Jessica Broekhuis
- Judith de Bruijn
- Michaël van Buuren

## C
- Jos Cleber
- Olga Commandeur

## D
- Cilly Dartell
- Nasrdin Dchar
- Pia Dijkstra
- Wieteke van Dort
- Gert-Jan Dröge
- Cees van Drongelen
- André van Duin
- Willem Duys

## E
- Herman Emmink
- Gerard Ekdom

## G
- Birgit Gantzert
- Ewout Genemans
- Winston Gerschtanowitz
- Jac Goderie
- Myrna Goossen
- Karel van de Graaf
- Paul Groot
- Tineke de Groot
- Angela Groothuizen

## H
- Leo de Haas
- Lous Haasdijk
- Pieter Jan Hagens
- Carla Honing
- Ferry Hoogendijk
- Rob van Hulst

## I
- Kas van Iersel

## J
- Pim Jacobs
- Chantal Janzen

## K
- Jort Kelder
- Eddy Keur
- Catherine Keyl
- Jacques Klöters
- Peter Knegjens
- Mariska van Kolck
- Marijn de Koning
- Frank Kramer
- Nelleke van der Krogt
- Dirk Kuin

## L
- Paul de Leeuw
- Wibo van de Linde

## M
- Cornald Maas
- Clous van Mechelen
- Jaap van Meekren
- Ruben van der Meer
- Kim-Lian van der Meij
- Hugo Metsers

## N
- Ruben Nicolai
- Nada van Nie
- Karl Noten

## O
- Reinout Oerlemans
- Henk van Os
- Tetske van Ossewaarde
- Fred Oster

## P
- Han Peekel
- Bart Peeters
- Toine van Peperstraten
- Harmke Pijpers
- Alexandra Potvin
- Chiel van Praag
- Sonja van Proosdij

## R
- Tooske Ragas
- Marjon van Rijn
- Sandra Reemer
- Guikje Roethof
- Regina Romeijn
- Art Rooijakkers
- Edwin Rutten

## S
- Anniko van Santen
- Léonie Sazias
- Hans Schiffers
- Jan Scholtens
- Loretta Schrijver
- Owen Schumacher
- Renate Schutte
- Will Simon
- Frits Sissing
- Amanda Spoel
- Liesbeth Staats

## T
- Humberto Tan
- Hans van der Togt
- Krijn Torringa

## U
- Marjolijn Uitzinger

## V
- Joey van der Velden
- Arno Vermeulen
- Lauren Verster
- Ad Visser
- Ria Visser
- Fred van der Vlugt
- Meta de Vries

## W
- Ruud ter Weijden
- Lucille Werner
- Ilse Wessel
- Bas Westerweel
- Simone Wiegel
- Juliëtte de Wijn
- Rolf Wouters

## Z
- Siebe van der Zee
- Hans Zoet